# Zarzecze (Żywiec)
Pour les articles homonymes, voir Zarzecze.
Zarzecze est une localité polonaise de la gmina de Łodygowice, située dans le powiat de Żywiec en voïvodie de Silésie.